# ربکا اسپنسر(خواننده)

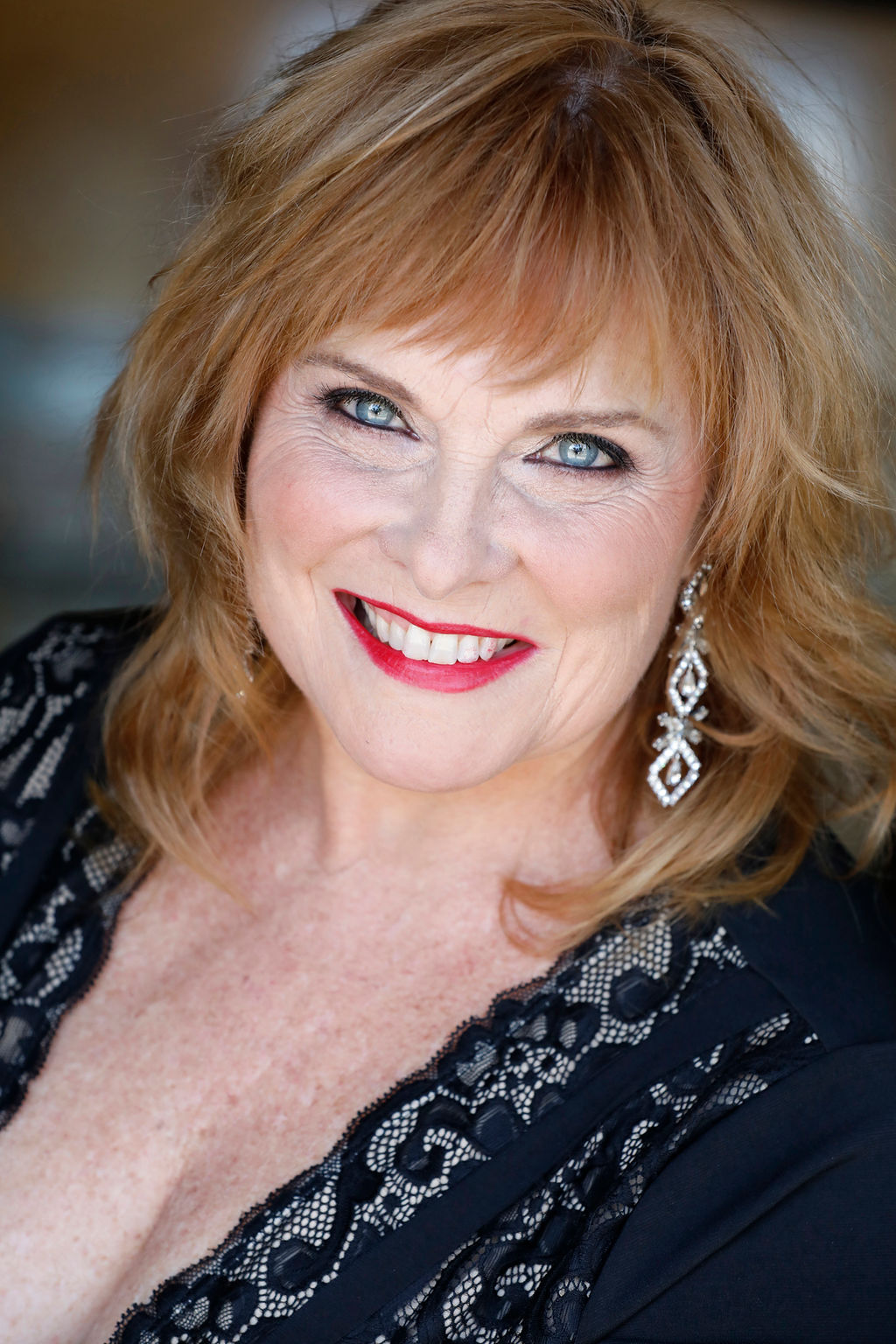
ربکا اسپنسر

ربکا اسپنسر (زاده ۲۹ آوریل ۱۹۶۰) یک خواننده و بازیگر آمریکایی است که به خاطر نقش‌هایش در موزیکال و تولیدات کاباره شناخته می‌شود. اسپنسر در طول زندگی حرفه‌ای خود نقش‌های اصلی را در بیش از ۵۰ برنامه اپرا، تور ملی، منطقه‌ای و تولید خارج از برادوی ایفا کرده‌است، از جمله همبازی شدن در تولید ۲۰۱۹ هالیوود باول به‌سوی جنگل (در نقش مادر جک).
در سال ۱۹۸۵، اسپنسر در نقش نامزد اسکروج، بل، در سرود کریسمس در تئاتر رپرتوری میسوری و همچنین یوهانا در سوئینی تاد در اپرای لیریک کانزاس سیتی بازی کرد.